# Filigonia Tol
Filigonia Tol (23 de marzo de 1951) es una deportista rumana que compitió en remo. Ganó una medalla de bronce en el Campeonato Mundial de Remo de 1975 y una medalla de bronce en el Campeonato Europeo de Remo de 1973.

## Palmarés internacional
| Campeonato Mundial | Campeonato Mundial       | Campeonato Mundial | Campeonato Mundial |
| Año                | Lugar                    | Medalla            | Prueba             |
| ------------------ | ------------------------ | ------------------ | ------------------ |
| 1975               | Nottingham (Reino Unido) | Medalla de bronce  | Ocho con timonel   |
| Campeonato Europeo |                          |                    |                    |
| Año                | Lugar                    | Medalla            | Prueba             |
| 1973               | Moscú (URSS)             | Medalla de bronce  | Ocho con timonel   |